# 김시득
시득(施得)은 신라의 군인이며, 기벌포 전투를 승리를 거둔 수군 지휘관이다. 관등은 사찬(沙飡)이다.

## 생애
676년(문무왕 16년) 11월에 기벌포(伎伐浦)에서 당나라의 장군 설인귀(薛仁貴)와 대적하여 당나라 수군과의 22차례의 해전 모두 승리해 4,000여 명을 살상해 당군을 격퇴하는 데 공헌하였다.

## 김군승과의 관계
《김해김씨 선원대동보》에 의하면 삼국사기에 나오는 아버지의 명에 따라 소정방(蘇定方)에게 군량을 공급한 김유신의 서자 김군승(金軍勝)과 시득을 같은 인물로 주장하며 김유신과 천관녀(天官女)의 소생으로 기록했다.
하지만 삼국사기에서 김군승은 어머니는 알 수 없다고 나온다. 그리고 시득 또한 김씨 성이 아닌 시득으로만 되어 있어 같은 인물로 보기에 착오가 있다. 둘은 같은 시대 사람이라하나 관등만 봐도 김군승은 아찬(阿飡)으로 6두품에 속하며 시득은 사찬(沙飡)으로 더 낮은 관직이다.